# Cala de la Roca del Paller
La cala de la Roca del Paller, o Cala del Paller, és una petita platja del municipi de Calonge i Sant Antoni (Baix Empordà), situada entre la cala dels Esculls, a ponent, i la cala de les Roques Planes, a llevant, en un tram de roquissar amb moltes cales petites, entre les poblacions de Platja d'Aro i Sant Antoni de Calonge. Orientada a l'est-sud-est, està envoltada de roques. Té una longitud de 38 m i una amplada mitjana de 15 m, formada per sorra mitjana i gruixuda. El fons marí és molt rocallós. S'hi accedeix pel camí de ronda o per una escala molt costeruda. Ocasionalment s'hi practica el nudisme. No disposa de cap tipus de servei.

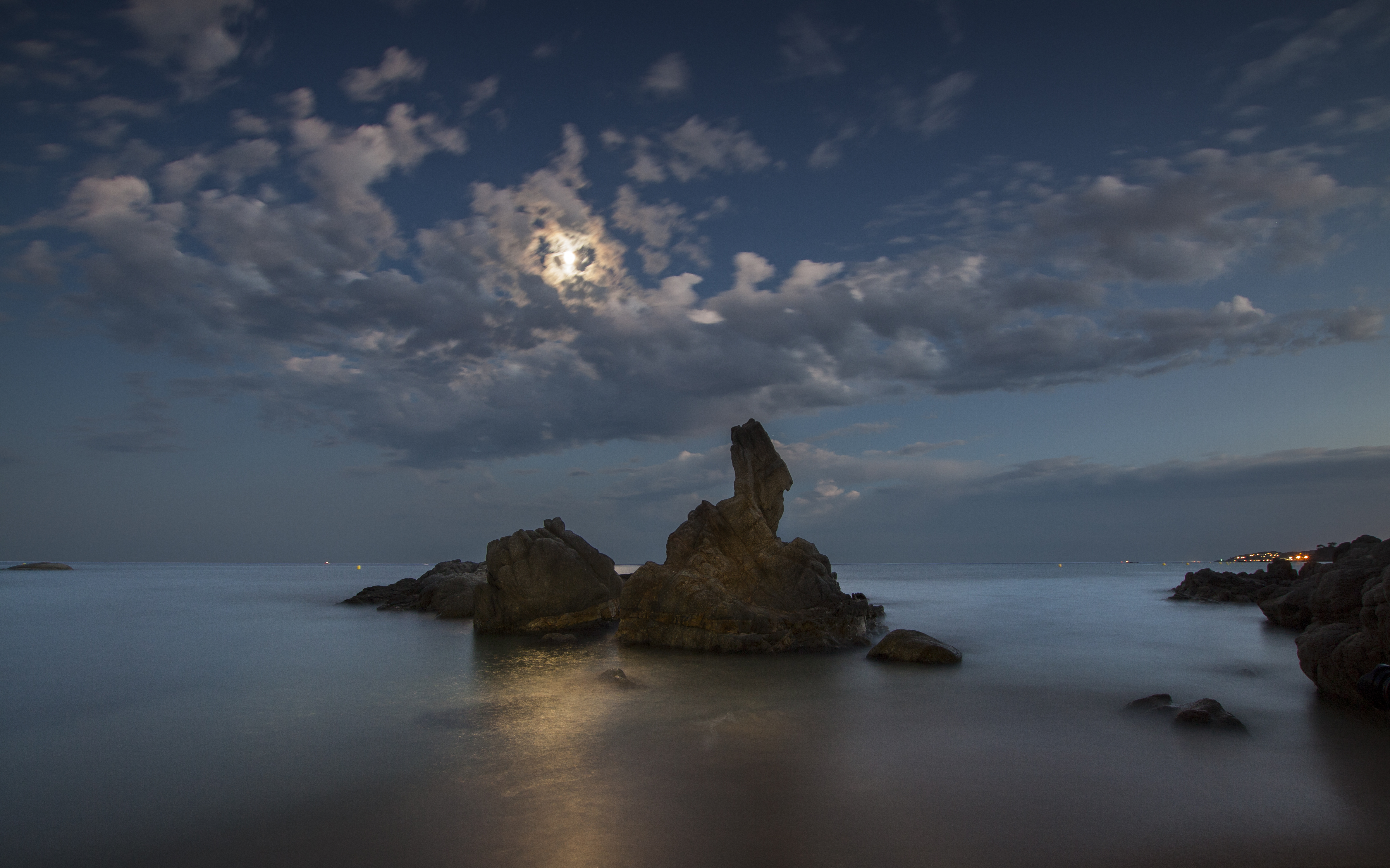
La Roca del Paller

La cala rep el nom per una roca, la Roca del Paller, situada just al costat de l'aigua, que per la seva forma evoca un paller.